# Масакр у Шкабрњи
Масакр у Шкабрњи и Надину је ратни злочин који су починиле снаге ЈНА, ТО Бенковца и паравојне формације након војне операције заузимања Шкабрње и Надина дана 18. и 19. новембра 1991. У ова два дана укупно је убијено 58 особа хрватске националности (од којих 10 војника). Касније је убијено још 26 особа.

## Позадина
Шкабрња је село са око 2.000 становника од којих су велику већину чинили Хрвати. Надин се налази око 3 километра југоисточно од Шкабрње, и у њему су такође велику већину становништва чинили Хрвати. Јужно од Шкабрње су се налазила насеља са хрватском већином, док су северно и североисточно од Шкабрње била села са српском већином. У близини се налазио аеродром Земуник. У септембру 1991, 240 чланова хрватске резервне полиције било је присутно у Шкабрњи. ЈНА је 2. октобра напала оближњи Надин, да би деблокирала пут између Бенковца и аеродрома Земуник.
Истог дана је одлучено да сви цивили буду евакуисани из Шкабрње, али су се вратили у село 6. новембра 1991.
Дана 9. октобра 1991. постигнут је споразум о прекиду ватре између представника општине Задар и команде 9. корпуса ЈНА, која је била смјештена у Книну. Следећег дана, за команданта хрватских снага у Шкабрњи, Надину и неколико околних села именован је Марко Миљанић. Његове снаге бројале су око 730 људи (махом резервних полицајаца и добровољаца из околних села). Они су поставили мине у и око Шкабрње.

## Заузимање Шкабрње и Надина
Пешадијска јединица ЈНА која је бројала између 80 и 200 војника различитих националности уз подршку 9 оклопних транспортера и 3 тенка кренула је из правца Смилчића према Шкабрњи у 6 сати ујутру 18. новембра 1991. У намјери да се избегне оружана акција, командир тенковске чете поручник Мирослав Стефановић је испред села изашао из оклопног транспортера и позивао представнике хрватске власти на разговор. Умјесто разговора припадници ЗНГ су снајпером погодили поручника Стефановића, који је пао непосредно поред транспортера. Заједно са њим је погинуо и војник који му је прискочио у помоћ. Њихова погибија је изазвала велики гнев па дошло је до самоиницијативног ангажовања јединица против припадника ЗНГ.
У борбама је учествовала и јединица територијалне одбране из Бенковца, али под командом ЈНА. Обе стране располагале су са артиљеријом и минобацачима. Борбе су почеле артиљеријским нападом на Надин и Шкабрњу из правца села Биљане и Лишане, који је трајао неколико сати. Док је трајао артиљеријски напад, према Шкабрњи су се кретале јединице ЈНА И ТО и то из два правца: Биљана и Земуника Горњег. У борбама су најпре погинули поменути поручник и војник ЈНА, који су напустили оклопни транспортер. Хрватске снаге пуцале су на јединице ЈНА, између осталог и из неких кућа у Шкабрњи, а такође су испаљивали ракете на колону ЈНА из правца Ражовљеве Главице. ЈНА је користила хеликоптере како би распоредила снаге у близини Шкабрње, док су авиони ЈНА у нападу користили и касетне бомбе. Током борби за Шкабрњу цивили су побегли на југ према околним хрватским насељима. Јединице ЈНА И ТО помогле су делу цивила да се евакуишу на територију под контролом хрватских снага. До 14 сати пола Шкабрње је већ било под контролом ЈНА. Борбе су трајале до мрака и до тада су погинула два војника ЈНА и 15 хрватских војника, док је неколико војника ЈНА рањено. Преостале хрватске снаге напустиле су Шкабрњу у 5 сати ујутро 19. новембра 1991.

## Масакр

### Убиства у кући Славка Шегарића
Дана 18. новембра 1991. ујутру, око 10 војника ЈНА дошло је пред кућу Славка Шегарића у Амбару. У подруму куће су се крили Невен Шегарић, Ивица Билавер, Луција Шегарић, Крсто Шегарић, Гргица „Маја“ Шегарић, Жељко Шегарић, Јосип Миљанић и Стана Вицковић. Војници су дошли до врата подрума и гласно затражили од оних који су се налазили унутра да отворе врата, што су они и урадили. Војници су у кући пронашли једну пушку и пиштољ, а неколико војника ЈНА је потом отишло. Убрзо након њиховог одласка дошло је пет или шест припадника српских паравојних снага из околних села. Наредили су свима који су били у подруму да изађу напоље. Сви су изашли осим Луције Шегарић. Након што су изашли, Невен Шегарић је чуо пуцње у подруму. Пет минута касније, Невену и Жељку Шегарићу је наређено да се врате у подрум и да траже оружје. Невен Шегарић је тада видео мртву Луцију Шегарић. По изласку из подрума, Шегарић је видео Стану Вицковић и Јосипа Миљанића којима је наређено да клекну, након чега им је један војник пуцао у главу. Други војник је хицем у главу убио Крсту Шегарића. Невена и Жељку Шегарића је спасио официр ЈНА, након чега су пребачени у Смилчић.

### Убиства испред куће Петра Павичића
Између 25 и 30 цивила, међу којима су били жене, деца и старији људи, склонили су се у подрум у кући Петра „Пеше“ Павичића у Шкабрњи. Међу њима је био и Томислав Шегарић. Двадесет минута након што је артиљеријска паљба престала, Ева Шегарић је изашла из подрума. Томислав Шегарић је тада чуо људе који су викали да сви изађу из подрума или ће бацити ручне бомбе унутра. Људи су почели излазити са подигнутим рукама. Испред је чекало више од 10 наоружаних припадника паравојних снага, који су убијали људе који су излазили из подрума. Испред куће Петра Павичића су убијени: Јозо Бркић, Јозо Миљанић, Славка Миљанић, Миле Павичић, Петар Павичић, Илија Ражов, Ката „Сока“ Рогић, Ивица Шегарић, Раде Шегарић и Вице Шегарић. Жене и дјеца су присиљени да ходају према Амбару, а официри ЈНА су спречили паравојне снаге да почине још убистава.

### Убиства у кући Пере Сопића
Дана 19. новембра 1991. војници који су носили униформе ЈНА дошли су у кућу Пере Сопића у Надину. Извели су Новицу Атеља и убили га испред куће, док су у кући убили Стоју Бркић, Данку Брзоју, Ику Чирјака, Машу Чирјак, Јакова Шестана и Марију Шестан.

## Друга убиства
Старица Гргица „Маја“ Шегарић је убијена у кући Миле Шегарића у Амбару 18. новембра. Истог дана су убијени хрватски војници Анте Ражов, Славко Миљанић, Буде Шегарић и Шиме Шегарић. Анте Ражов је убијен испред мајке и одсјечено му је једно уво.
Постоје докази да су још 23 особе убијене у Шкабрњи и Надину 18. и 19. новембра 1991.
Убијања у Шкабрњи су настављена и после 18. новембра. Из масовне гробнице близу школе у Шкабрњи, 1996. је ексхумирано 26 тела, а жртве су убијене између 18. новембра 1991. и 11. марта 1992.

## Суђења
За овај ратни злочин почињен у Шкабрњи, као једни од одговорних су осуђени Милан Бабић и, као особа која је била у својству подстрекача и особе која је командовала, Милан Мартић. Бабић је добио 13, а Мартић 35 година затвора.
Зорана Банић, медицинска сестра која је 1998. осуђена у одсуству за помагање убиства 43 хрватских цивила у Шкабрњи те да је лично убила једну особу ножем, године 2001. ухапшена је у Цириху те изручена Хрватској. У затвору је провела 6 година, након чега је пуштена на слободу 2007.
За злочин у Шкабрњи оптужен је и Хрват Ренато Петров, за кога су на суђењу рекли да је био Хрват, који није ишао у зенге, него је уместо тога бранио Србе.